# Mailáth György (országbíró, 1818–1883)
Ifjabb székhelyi Mailáth György József Lipót Károly Ambrus (Pozsony, 1818. december 8. – Budapest, Várnegyed, 1883. március 29.) országbíró és a főrendiház elnöke, a Magyar Tudományos Akadémia igazgatótanácsának tiszteleti tagja. Rablógyilkosság áldozata lett, amely a Monarchia békés korában rendkívüli eseménynek számított.

## Élete
Mailáth György (1786–1861) országbíró és petőfalvi Uzovics Karolina (1793–1856), csillagkeresztes és palotahölgy fia. Anyai nagyszülei petőfalvi Uzovics Lőrinc (1747–1804) és kvassói Kvassay Franciska (1762–1839) voltak. Anyai dédszülei a tekintélyes kvassói Károly (1728–1791), Bars vármegye alispánja, királyi táblai ülnök, királyi tanácsos, és keselőkői Majthényi Lúcia (1743–1806) voltak.
Tanulmányainak elvégzése után, 1838-ban előbb Baranya megyei aljegyző, majd tiszteletbeli főjegyző lett. Az 1839. évi országgyűlés alkalmával másodalispánná és követté választották. Az országgyűlés után, 1840-ben első alispán lett. Az 1843. évi országgyűlésen ismét mint követ vett részt és a haladó eszméket, mint például a nemesség adókötelezettségét, pártolta. Az országgyűlés után, 1845-ben, az adminisztrátori rendszer bevezetésekor Baranya megye adminisztrátorává, 1847-ben annak valóságos főispánjává nevezték ki. Ebben az évben vásárolta meg a Mária u. 11-13. alatti épületegyüttest. Az 1848. évi országgyűlés után a magánéletbe vonult vissza, gazdaságának és politikai tanulmányoknak szentelte magát, amiben a Schwarzenberg-kormány fényes ajánlatai sem tudták megzavarni.
Aláírta 1851-ben a huszonnégyek emlékiratát, valamint a 140 aláírással a királynak 1857-ben átnyújtott kérvényt, melyben az alkotmányosság visszaállítását kérték. Bach rendszerének 1859-es bukása után gróf Johann Rechberg a magyar konzervatívok köréből Dessewffy Emil, báró Jósika Sámuel és Szécsen Antal mellett Mailáthot is meghívta a birodalmi tanácsba. Ez alkalommal a magyar nemzet jogait védelmező és a fennálló rendszer hibáit ostorozó szónoklatai nagy feltűnést keltettek. Az 1860-ban beállott fordulattal az uralkodó Magyarország tárnokává nevezte ki és 2100 forinttal a Magyar Tudományos Akadémia alapítója lett. Nagy része volt az október diploma létrejöttében; nagy érdeme, hogy felsőbb körökben a kedélyek megnyugvására hatott és általában jó jelnek vették, amikor 1865-ben magyar udvari főkancellár lett.
Az alkotmányosság visszaállításával az országbírói méltóságot nyerte el és egyúttal a főrendiház elnökévé nevezték ki. A bíróságok újjászervezésében nagy fontosságú feladatok vártak rá. A magyar jog történelmében az 1869-től 1882-ig működött semmítőszék méltán igényelhet magának kiváló helyet, mert az ország ezen legfőbb bírósága volt tulajdonképpen az, mely a magyar jogszolgáltatást az új törvény alapján szervezte. Mint a magyar királyi kúria elnöke egész tevékenységét az igazságszolgáltatás ügyének szentelte. 1863-tól a Magyar Tudományos Akadémia igazgatótanácsának tagja volt és buzgón vett részt tárgyalásain; a nemzeti irodalom iránt tanúsított lelkes érdeklődéséért az Akadémia 1880-ban tiszteleti tagjai sorába választotta.
A művészeteket kedvelte és pártfogolta, a Műcsarnok palotájára több mint 100 000 forintot gyűjtött, Arany János szobrára 400 forintot adományozott. A Szent István Társulat választmányi tagja és egy ideig a prímás elnök mellett alelnök is volt. A Kisfaludy Társaság alapítótagja volt.

## Halála
1883. március 29-én éjjel a Budai Várnegyedben lévő lakásán rablógyilkosság áldozata lett. A már másnap elvégzett boncolás megállapította, hogy halálát fulladás okozta. A holttesten 32 külsérelmi nyomot találtak, de komoly belső sebesüléseket is elszenvedett, amiből arra következtettek, hogy erősen védekezett.
A gyilkosságot – mint hamarosan kiderült – egy háromtagú bűnbanda követte el, amely már korábban is részt vett betörésekben. A két értelmi szerző Berecz János, Mailáth inasa és társa, Spanga Pál volt. Berecz tudta, hogy Spanga korábban már kirabolta a dr. Schwartzer-féle tébolydát. Először akkor próbálkoztak az értékek megszerzésével, amikor az országbíró távol volt, de nem sikerült felfeszíteniük a trezort. Ekkor döntöttek úgy, hogy azt a pénzt fogják elvinni, amit Mailáth magánál tart, ekkor vették maguk mellé társul Pitéli (Pitély) Oláh Mihályt (mivel Berecz inkognitóban akart maradni). Március 28-án Berecz becsempészte két társát a palotába, és őket a saját szobájában rejtette el, amelyet csak egy fürdőszoba választott el Mailáth hálószobájától. A gyilkosság estéjén a fürdőszobán át jutottak be Mailáth-hoz. Rövid dulakodás után a földre teperték, törülközőt nyomtak a szájába, kezét és lábait összekötözték, nyakára kötelet tekertek, s erősen meghúzták. A lakásból egy erkélyen leeresztett kötél segítségével távoztak.

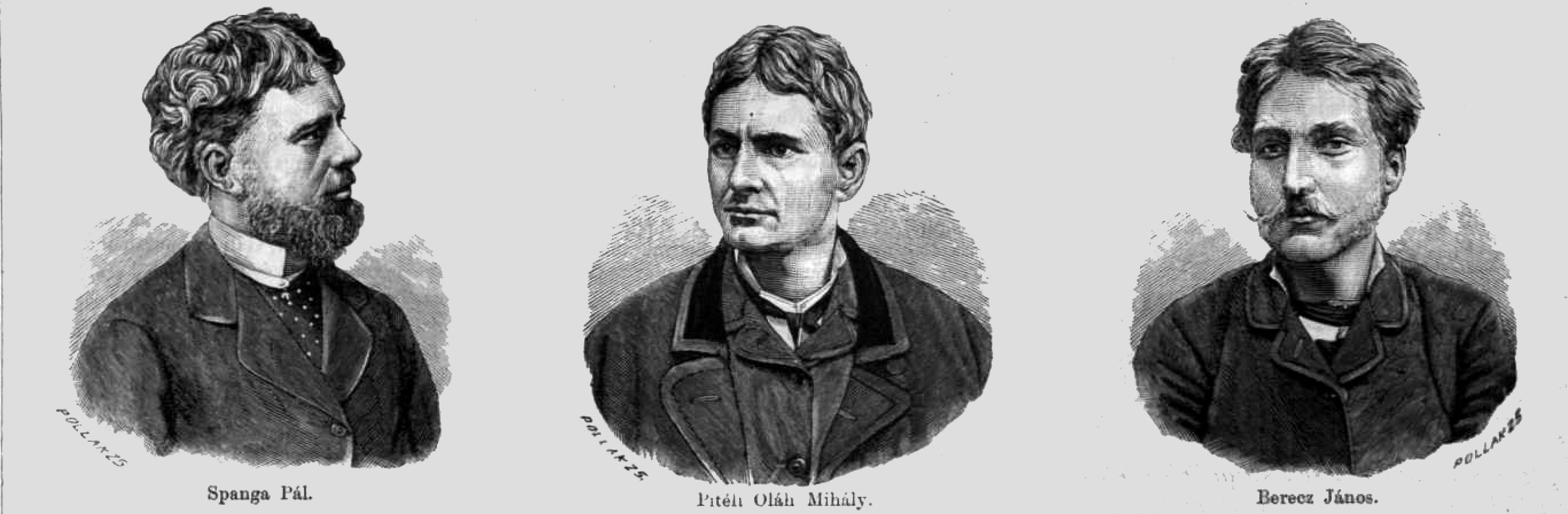
Gyilkosai:
Spanga Pál, 30 éves, Ribeken született, nőtlen. Hamar árvaságra jutott, előbb könyvkötőnek tanult, majd matrózinas lett, utána katonának vitték el, ahol lopás miatt volt büntetve. Leszerelése után előbb Sztupa György, majd Hauser gyógyszertárában lett laboráns. 1874-től dolgozott urasági szolgaként Forgách Antalnál, Beniczky Ferencnél, Tolnai Lajosnál, Radvánszky Bélánál, akitől lopás miatt küldték el.
Pitéli Oláh Mihály, 27 éves, született Pankotán, nőtlen. Előbb bognárnak tanult, majd katonának állt, a 33. gyalogezrednél.
Berecz János, 28 éves, Velegen született, két gyermek apja. Pesten szabónak tanult, de látása megromlása miatt urasági szolga lett. Először Zavaron és Pesten, 1882-től pedig Mailáthnál volt alkalmazásban

Másnap a házi szolga, Berecz jelentette a gyilkosság tényét, de azonnal gyanúba is keveredett, mert két alkalommal két különböző történetet adott elő. Az is feltűnt a rendőröknek, hogy a szoba nem volt feldúlva, ami arra utalt, hogy a tettes tudta, mit, hol kell keresnie. Ezután a szemben lévő kocsma tulajdonosa vallomásában elmondta, hogy Berecz két másik férfival a kocsmájában italozott néhány héttel a gyilkosság előtt, és gyanúsnak találta őket, mivel amikor az asztalukhoz ment, mindig elhallgattak. A kocsmáros meg is nevezte a két férfit, Spanga és Pitéli személyében. Ezután megindult utánuk a kutatás.
Spangáról április 1-jén fényképet és személyleírást közöltek az újságok. Legutolsó lakhelye Pesten, a Molnár utca 17.-ben volt, ahová 1883. március 9-én költözött be. Szállásadója, László Józsefné azonosította bérlője barátját, Bereczet és a szobájában megtalálták a gyilkosság helyszínén hagyott kesztyű véres párját. További bizonyítékot szolgáltatott ellene cipésze, Berczely, aki elmondta, hogy Spanga törzsvevője volt és a gyilkosság másnapján új cipőt vásárolt tőle magának, a régit pedig nála hagyta. A cipő talplenyomata megegyezett a gyilkosság helyszínén talált, sárban rögzített lenyomattal. Spanga előbb Bécsbe, majd Pozsonyba szökött, mindkét helyen bordélyokban húzta meg magát. Amikor Pozsonyban rátaláltak, megpróbálta meglőni magát, de csak a száját sikerült megsebesítenie, 1883. április 12-én letartóztatták. Pitélit 1883. április elsején tartóztatták le.
A három vádlott hosszú ideig nem tett vallomást, míg végre Spanga vallott, őt Pitéli követte, végül hosszú tagadás után Berecz is megtört. A három vádlott felett 1883. október 6-án mondták ki a halálos ítéletet, melyet megfellebbeztek, 1883. november 29-én helybenhagyták az első fokú ítéletet. Ekkor újra fellebbeztek, de hiába, Spangát és Pitélit 1884. február 23-án reggel hét órakor kivégezték. Berecz ítéletét azonban 15 év börtönbüntetésre módosították az első fellebbezés után, de a második fellebbezés újra halálos ítéletet mondott ki rá, és társaival egy időben akasztották fel.
További gyanúsítottak voltak: Kállai József, 42 éves, szolga. Lopás bűntettében bűnösnek találták és két évi fogházra ítélték. Jávor János, 29 éves, szobatisztító, aki ellen 1883 szeptemberében megszüntették az eljárást. Szautner József, 25 éves, felmentették, szabadlábra helyezték. Szabó Ferenc, 55 éves portás, akiről Mailáth veje, Pallavicini Ede azt állította, nem tudhatta, hogy valaki bement-e vagy sem az épületbe, tekintve, hogy részegen aludt a portásfülkében. Szabadlábra helyezték.
Az Akadémián 1884. május 26-án Szécsen Antal, a Kisfaludy Társaságban pedig Tóth Lőrinc tartott fölötte emlékbeszédet.

## Családja
Felesége, báró Prandau-Hilleprand Stefánia (1832. december 6. – 1914. augusztus 5.) volt, akit 1852. április 15-én vett feleségül, Verőcén. Felesége sokat jótékonykodott, többek között ő alapította 1892-ben a bakócai iskolát. Házasságukból a következő gyermekek születtek (fiait 1885-ben grófi rangra emelték):
- Etelka (Pécs, 1853. február 2. – Budapest, 1936. június 16.), férje Pallavicini Ede
- György (Pécs, 1854. december 23. – Zavar, 1924. december 17.) kamarás, a főrendiház tagja, Esztergom vármegye főispánja, felesége Zichy Sarolta
- Sarolta (Pécs, 1856. október 16. – Budapest, 1928. június 15.), férje Hohenlohe-Waldenburg-Schillingsfürst Clodwig
- József (Pécs, 1858. április 11. – Ófehértó, 1940. április 2.), szociológus, főispán
- István (Pécs, 1860. január 13. – Gárdony, 1933. július 26.), felesége Zichy Mária
- László (Pécs, 1862. február 11. – Mödling, 1934. szeptember 26.) Nagyküküllő vármegye főispánja, neje Hadik Amália
- Gusztáv (Bakóca, 1864. szeptember 24. – Budapest, 1940. március 18.), nőtlen, római katolikus pap, erdélyi (gyulafehérvári) püspök

## Munkája
- Beszéde Baranya megye főispáni helytartó méltóságába beiktatása alkalmával, 1845. május 21., Pécs (Beszédek…)

Parlamenti beszédei az Országgyűlési Naplóban vannak lejegyezve.

## Díjai
- Aranygyapjas rend lovagja (1860)[5]
- Szent István-rend nagykeresztje (1860)[5]

## További információ
- Majláth György. Az ország tükre 1865. 295-296. old.
- Szécsen Antal: Mailáth György emlékezete. Gróf Szécsen Antal tiszteleti tagtól: Olvastatott a M. T. Akadémia 1884. május 26. összes ülésén. Budapest: MTA. 1884.   1–19. o. = Az MTA Elhunyt Tagjai Fölött Tartott Emlékbeszédek, II/3,  Hozzáférés: 2022. január 5.

| Elődje: gr. Somssich Pongrác | Baranya vármegye főispánja 1847. november 4. – 1848. tavasza | Utódja: gr. Batthyány Kázmér |

| Elődje: gr. Batthyány Kázmér | Baranya vármegye főispánja 1849. január 30. – 1849. októbere | Utódja: Cseh Ede |